# Volcán Raices
Volcán Raices är en vulkan i Mexiko.   Den ligger i delstaten Morelos, i den sydöstra delen av landet, 40 km söder om huvudstaden Mexico City. Toppen på Volcán Raices är 3 123 meter över havet.
Terrängen runt Volcán Raices är lite bergig. Runt Volcán Raices är det tätbefolkat, med 636 invånare per kvadratkilometer. Närmaste större samhälle är Tres Marías, 5,8 km söder om Volcán Raices. I omgivningarna runt Volcán Raices växer i huvudsak blandskog.